# Troskač
Troskač (em cirílico: Троскач) é uma vila da Sérvia localizada no município de Surdulica, pertencente ao distrito de Pčinja. A sua população era de nenhum habitante segundo o censo de 2011.

## Demografia
| 1948 | 1953 | 1961 | 1971 | 1981 | 1991 | 2002 | 2011 |
| ---- | ---- | ---- | ---- | ---- | ---- | ---- | ---- |
| 430  | 137  | 115  | 108  | 64   | 36   | 6    | 0    |